# ЛМ-49
ЛМ-49 — советский односторонний моторный четырёхосный трамвайный вагон. Аббревиатура «ЛМ-49» расшифровывается «Ленинградский моторный образца 1949 года». К моторным ЛМ-49 строились безмоторные прицепные вагоны ЛП-49: кузов ЛМ-49 с небольшими конструктивными изменениями в связи с отсутствием рабочего места водителя, кабины, тяговых электродвигателей и управляющего ими оборудования. За округлые формы и цвет кузова (он окрашивался эмалью "слоновая кость") трамвай получил в Ленинграде прозвище "Слон". 
С технической точки зрения конструкция ЛМ-49 сочетала в себе как прогрессивные (например, несущий кузов), так и консервативные (непосредственная система управления) решения. 
ВАРЗ (Вагоноремонтный завод Ленинграда) выпускал вагоны этого типа с 1949 года; производство ЛМ-49 завершилось в 1960 году, когда он был заменён на сборочных линиях более современной моделью ЛМ-57, а прицепные вагоны ЛП-49 строились вплоть до 1968 года включительно. Это было связано с тем, что изначально завод выпускал больше моторных вагонов, чтобы обеспечить пассажиров более современными трамваями. Прицепные достраивались позже. Из-за этого в Ленинграде, когда к 1982 году ЛМ-49 исчерпали свой ресурс, оставалось еще достаточно много ЛП-49, которые могли продолжать работу. После доработки прицепные вагоны стали соединять с более современными ЛМ-68М. Такие поезда, получившие название "Динозавры" работали в трамвайных парках имени Смирнова  (№4), Калинина (№5), Володарского (№7). Впрочем, эти составы имели ряд проблем и проработали на линии всего несколько лет. 
ЛМ-49 и ЛП-49 работали в Ленинграде, Горьком, Минске, Магнитогорске и Новокузнецке как одиночными моторными вагонами, так и в составе поездов с 1949 по 1987 год. На своей службе эти вагоны были долговечными и надёжными, но тяжёлыми в управлении.
С конца 1970-х годов, руководство советских трамвайных хозяйств стало исключать из парка подвижного состава ЛМ-49 и ЛП-49 как морально устаревшую технику, несмотря на их ещё хорошее состояние. Списанные вагоны почти все были разрезаны на металл, и только три ЛМ-49 и один ЛП-49 сохранились в качестве музейных экспонатов или памятников до настоящего времени. Поезд ЛМ-ЛП-49 - экспонат петербургского Музея городского электрического транспорта, вагон ЛМ-49 находится в коллекции нижегородского музея, еще один вагон установлен в качестве памятника в Минске. 

## История создания

### Предпосылки
После окончания Великой Отечественной войны ленинградское трамвайное хозяйство остро нуждалось в пополнении подвижного состава. Значительная часть довоенных вагонов была уничтожена или повреждена в течение блокады Ленинграда из-за авианалётов и артиллерийских обстрелов. Ремонт уцелевших единиц подвижного состава был первым шагом на пути восстановления трамвайного хозяйства. От некоторых повреждённых четырёхосных вагонов серии ЛМ/ЛП-33 сохранились только рама с тележками, тогда как их деревянные кузова были полностью разрушены. На этих ходовых частях на ВАРЗе установили заново изготовленные полностью металлические кузова; получившиеся в результате трамваи получили обозначение ЛМ-47 для моторных и ЛП-47 для прицепных вагонов. Однако число годных для такой переделки ходовых частей от ЛМ/ЛП-33 было ограничено, и руководство ленинградского трамвая поставило вопрос о разработке нового типа подвижного состава. Также практика показала, что сочетание нового цельнометаллического кузова с ходовой частью ЛМ/ЛП-33 оказалось не слишком удачным — ЛМ/ЛП-47 вышли тяжёлыми и тихоходными.

### Разработка
В 1948 году группа конструкторов ленинградского ВАРЗа под руководством Г. И. Романова, Т. А. Севастьянова, Г. А. Титкова и В. С. Стрижакова начала разработку нового трамвайного вагона, который бы соответствовал выдвигаемым временем требованиям к новому подвижному составу. Приоритетными требованиями были:
- максимально возможная вместимость;
- обеспечение более удобного входа-выхода пассажиров, чем в довоенных трамваях;
- долговечность вагона;
- облегчение конструкции для экономии металла и возможности постройки большего числа вагонов.

Последние два требования являются взаимоконфликтующими, и конструкторы вынуждены были идти на определённый компромисс между долговечностью и облегчением массы вагона.
Конструкторскому коллективу удалось очень удачно решить поставленную задачу благодаря новой для советского трамваестроения того времени концепции несущего корпуса вагона. Все предыдущие типы выпускаемых серийно трамвайных вагонов были либо рамной конструкции, когда на массивную стальную раму из нормального проката ставился деревянный кузов, либо с несущей рамой и боковыми стенками. В первом случае все механические нагрузки воспринимались только рамой, которая из-за этого была очень массивной. Конструкция с несущей рамой и боковыми стенками была более прогрессивной, но также требовала значительного количества металла, так как крыша и оконечности не участвовали в процессе восприятия механических нагрузок. ЛМ-49 использовал все преимущества третьей концепции — несущего кузова (корпуса) вагона. Его корпус представлял собой сварную конструкцию из профилей разнообразной формы, образующих целиком каркас вагона. Ни рама, ни площадки, ни стенки не имели самостоятельного значения в восприятии нагрузок, все нагрузки воспринимались остовом в целом. Благодаря такой конструкции тяжёлый стальной нормальный прокат использовался в гораздо меньшем количестве, чем на вагонах других типов. Это позволило снизить массу всего вагона до 19,5 тонн по сравнению с довоенным трамваем того же класса ЛМ-33 массой 21,3 т Долговечность конструкции обеспечивалась тщательной отделкой несущих и прочих металлоконструкций — для защиты от коррозии они покрывались алюминиевым лаком, а в особо ответственных местах - хромировались..
Вместимость нового трамвайного вагона была решена путём принятия максимально возможных габаритов четырёхосного вагона с двумя тележками для колеи 1524 мм (60 дюймов) — длина ЛМ-49 составляет 15 м, а ширина — 2,55 м Для удобства входа-выхода пассажиров впервые в мировом трамваестроении (по утверждению разработчиков) были применены раздвижные двустворчатые двери по образцу вагонов метро. Это потребовало определённых усилий при разработке остова корпуса — надо было предусмотреть карманы для дверных створок без потери прочностных свойств каркаса в местах дверных порталов..
Задача осложнялась тем, что несущий кузов проектировался впервые, и у конструкторов не было эмпирических расчётных формул прочности конструкции, которые были ранее основными инструментами при проектировании рамных вагонов, поэтому первый построенный вагон был подвергнут электротензометрическим испытаниям на прочность несущих элементов корпуса. Они показали достаточный запас прочности и, таким образом, обеспечили разработчиков необходимыми опытными данными. Это позволило разрабатывать последующие вагоны уже не вслепую, а опираясь на полученный при постройке ЛМ-49 опыт.
Часть электрооборудования и конструкция тележек была заимствована у довоенного четырёхосного трамвайного вагона ЛМ-33. Ещё одним шагом вперёд в 1950 году стал отказ от опорно-осевого подвешивания тяговых двигателей и переход на их независимое подвешивание с целью уменьшения неподрессоренных масс и ударных нагрузок на двигатели. До этого часть построенных ЛМ-49 оснащалась старой конструкцией с опорно-осевым подвешиванием, когда ротор тягового двигателя жёстко соединялся с осью колёсной пары вагона посредством зубчатой передачи.
Вопросы комфорта пассажиров и удобства работы водителя были в значительной степени оставлены на будущее. Несмотря на применение в конструкции довоенного опытного поезда ЛМ/ЛП-36 подрезиненных колёс и косвенной системы управления, в серийных ЛМ/ЛП-49 по-прежнему использовались устаревшие неподрезиненные цельнолитые колёсные центры с напресованными на них бандажами и непосредственная система управления электрическим током. В результате плавный ход (благодаря тележкам с двойным подвешиванием) сопровождался значительным шумом, а водителю приходилось работать с тяжёлой ручкой контроллера непосредственного управления тяговыми двигателями.

### Производство
Серийный выпуск ЛМ-49 начался в 1949 году после успешных испытаний прототипа и продолжался до вплоть до 1960 года. В 1958 году на ВАРЗе началось производство новой модели трамвайного вагона ЛМ-57, однако полностью заместить ЛМ-49 ему удалось только два года спустя, после устранения «детских болезней» новой конструкции и отладки технологического процесса серийного выпуска. Производство прицепных вагонов ЛП-49 также приостановилось в 1960 году, но было возобновлено в 1965 году и продолжалось до 1968 года. Возобновление выпуска прицепов было вызвано двумя обстоятельствами:
- за 1949—1960 годы было построено гораздо больше моторных вагонов образца 1949 года, нежели чем прицепных;
- новые вагоны ЛМ-57 не могли эксплуатироваться в составе трамвайного поезда по системе многих единиц (СМЕ)[1].

На маршрутах с большим пассажиропотоком одиночные вагоны не справлялись с перевозками, поэтому происходило постепенное доукомплектование выпущенных ранее моторных ЛМ-49 прицепными ЛП-49. В 1968 году ВАРЗ разработал новую модель трамвайного вагона ЛМ-68, способную работать по СМЕ, и это фактически завершило эру выпуска в СССР «классических» трамвайных поездов в составе моторного и нескольких прицепных вагонов, с 1969 года производство прицепных вагонов как и на ВАРЗе, так и на Усть-Катавском вагоностроительном заводе, было закончено (Рижский вагонный завод серийно их не выпускал вовсе). ЛП-49 стал последним серийно выпускавшимся  четырёхосным прицепным вагоном (без учёта переделок и импровизаций отдельных трамвайных хозяйств СССР), его производство было окончено в том же 1968 году в пользу новых ЛМ-68.
Всего было выпущено 400 ЛМ-49 и 375 ЛП-49.

### Работа в городах СССР
Большинство выпущенных ЛМ/ЛП-49 работало в Ленинграде, однако вагоны этого типа стали первыми ленинградскими трамваями, которые ВАРЗ стал делать для других городов. Начиная с 1958 года ЛМ/ЛП-49 поставлялись в Горький, Новокузнецк и Магнитогорск. Один моторный вагон ЛМ-49 был подарен минчанам в 1959 году. В 1965 году все новокузнецкие ЛМ/ЛП-49 были переданы в Горький.
В конце 1970-х и начале 1980-х годов ЛМ/ЛП-49 стали выводиться из эксплуатации, хотя их состояние вполне позволяло дальнейшую работу. Однако руководство Минжилкомхоза РСФСР настаивало на обновлении подвижного состава до более современных образцов, и это было причиной списания и уничтожения многих типов исключительно долговечных вагонов постройки сталинской эпохи.

#### Ленинград
В Ленинграде ЛМ/ЛП-49 получили инвентарные номера от 3601 до 3999, причём нечётные номера предназначались моторным, а чётные — прицепным вагонам. Нечётный поддиапазон 37xx и 38xx использовался только для двухмоторных одиночных ЛМ-49, чётные номера из него не присваивались. В 1956 году все нечётные номера были задействованы, и нумерация продолжилась с 3001. Последними присвоенными инвентарными номерами стали 3173 для ЛМ-49 и 3168 для ЛП-49. В целом парк подвижного состава ленинградского трамвайного хозяйства насчитывал 287 единиц типа ЛМ-49 и 268 — ЛП-49.
ЛМ/ЛП-49 работали с 1949 года практически на всех ленинградских линиях и были во всех парках, в марте 1983 года был отставлен от работы с пассажирами последний ЛМ-49; более новые прицепные вагоны ЛП-49 ещё какое-то время работали в составе поездов, где моторными вагонами были ЛМ-68 или ЛМ-68М (интересно, что трамваи «шестьдесят восьмой» серии не рассчитывались изначально на такую роль). Поезда из моторного вагона ЛМ-68 или ЛМ-68М и прицепного ЛП-49 получили в народе прозвище «динозавры». В середине 1984 года был отставлен от работы с пассажирами последний ЛП-49 в Ленинграде.
После окончания работы с пассажирами небольшая часть ленинградских вагонов ЛМ/ЛП-49 была переделана в служебные — вагоны-вышки для обслуживания контактной сети, тягачи для путерихтовочной машины ВПРС-500 (2 вагона),, сараи на территориях парков. Остальные, не переделанные в служебные, разрезали на металл. В Ленинграде часть вагонов была зарыта в местный золоотвал («трамвайное кладбище»). В 1997 году был отреставрирован до изначального состояния поезд из моторного вагона ЛМ-49 №3691 (использовался как тягач для ВПРС) и прицепного ЛП-49 №3990 (бывший сарай).

#### Горький
Быстрое расширение города в середине 1950-х годов требовало соответствующего развития общественного транспорта. Наибольшие трудности возникали в Автозаводском районе, где с пассажиропотоками не справлялись поезда из довоенных КМ/КП в составе моторного и двух прицепных вагонов. Руководство города и горьковского трамвайно-троллейбусного управления (ГТТУ) в этих обстоятельствах нашло денежные и материальные средства для постройки на ВАРЗе новых внеплановых ЛМ/ЛП-49 даже без директивы Минжилкомхоза.
Таким образом, в 1958 году были поставлены первые 19 поездов этого типа в сормовское депо № 2. Как и планировалось, они работали на маршрутах 4, 8, 11, 12, 16 и 17, которые связывали Автозаводский район с другими частями города. Точно инвентарные номера не известны, первые ЛМ-49 и ЛП-49 получили номера 650 и 453 соответственно, а поставленные в дальнейшем вагоны нумеровались по восходящей от этих чисел последовательности. В 1965 году Минжилкомхоз приказал передать в Горький 12 бывших в употреблении ЛМ-49 из Ленинграда и все семь поездов ЛМ/ЛП-49 из Новокузнецка. В этом же году открылось новое депо № 3 в Автозаводском районе и началась частичная передача туда подвижного состава из депо № 2 с целью сокращения очень больших по пробегу и времени ноль-рейсов. Начиная с 1967 года, в депо № 2 насчитывалось 20 поездов ЛМ/ЛП-49, а в депо № 3 — 43 ЛМ-49 и 37 ЛП-49. Позже все вагоны этих типов были окончательно переданы в депо № 3.
После проведённой в 1970 году перенумерации подвижного состава все существовавшие на тот момент ЛМ-49 получили номера от 3701 до 3761, а ЛП-49 — от 3801 до 3846. Всего же после передачи из Новокузнецка парк подвижного состава в Горьком насчитывал 67 ЛМ-49 и 46 ЛП-49.
В Горьком вагоны серии ЛМ/ЛП-49 были сняты с линий ещё раньше по сравнению с Ленинградом, в 1975—1980 годах, и порезаны на металл, причём, по воспоминаниям ряда руководителей горьковского трамвайно-троллейбусного управления той поры (в частности, многолетнего начальника ГТТУ Ю. М. Коссого), это было сделано ради поставок чехословацких «Татр» T3. В городе на Волге ЛМ/ЛП-49 в качестве служебных вагонов не использовались, но один поезд был специально оставлен для будущего музея электротранспорта.

#### Другие города
Дальнейшие поставки ЛМ/ЛП-49 последовали в уральские и сибирские центры советской металлургической промышленности Магнитогорск и Новокузнецк. Подобно ситуации в Горьком, большие пассажиропотоки из работников предприятий металлургии требовали соответствующих транспортных средств для их перевозки. После передачи в Горький в Новокузнецке не осталось больше ЛМ/ЛП-49, а в Магнитогорске они работали по сравнению с другими городами дольше всего — последние поезда этой марки ушли с линий в 1987 году. В служебные вагоны их там не переделывали, но по меньшей мере два корпуса с заваренными стёклами использовались в качестве сараев. Маршруты, принадлежность к депо и инвентарные номера ЛМ/ЛП-49 в этих городах пока не публиковались в печатных и интернет-источниках информации.
Также существовала ранее и существует сейчас практика, когда под одним инвентарным номером числилось несколько реальных вагонов (замены вместо износившихся, сгоревших, повреждённых). Всё это затрудняет точную картину распределения вагонов по городам.
Единственный ЛМ-49 в Минске (он был подарен городу Ленинградом в честь 40-летия со дня основания БССР в 1959 г.) работал около 20 лет до полного исчерпания своего ресурса и после своей отставки был установлен в качестве памятника в трамвайном депо. Сейчас в его салоне располагается музей трудовой славы минского трамвайного депо.

## Описание конструкции

### Корпус
Кузов ЛМ-49 представлял собой полностью сварной остов из профилей различных толщины и сечения, обшитый 2-мм стальными листами. В целом кузов собирался посредством целого набора различных технологий: обшивка не приваривалась, а приклёпывалась к несущим конструкциям остова корпуса, а крыша корпуса выполнялась из шпунтовых досок и обшивалась брезентом. Последние два решения служили для повышения безопасности крышевых работ: брезент уменьшал вероятность поскальзывания и вместе с досками служил диэлектрическим ковриком при неосторожном касании контактного провода под напряжением.
Изнутри корпус обшивался отделочной лакированной дубовой фанерой, для противодействия коррозии и улучшения эстетического восприятия пассажирами ряд металлических деталей (поручни, ручки, оконные элементы) хромировался. Дощатый пол настилался на профили рамной составляющей остова и покрывался быстросменным реечным покрытием. Под этим покрытием для доступа к тележкам и ряду других узлов и агрегатов в полу были сделаны люки и технологические отверстия.
Изначально сиденья были жёсткими, набранными из реек, но при капитальном ремонте они достаточно часто заменялись на мягкие сиденья диванного типа, как в нижегородском музейном вагоне № 687. Снаружи кузов окрашивался пентафталевыми эмалями в красный и кремовый цвета, один из возможных вариантов такой окраски представлен на нижегородском музейном ЛМ-49 (хотя в Горьком трамваи «сорок девятой» серии носили более традиционную для советских городов жёлто-красную окраску). Высококачественный материал каркаса и обшивки, а также их тщательная обработка против коррозии обеспечивали прочность, надёжность и долгий срок службы кузова в целом.
Кузов прицепного вагона ЛП-49 был почти идентичен моторному. Различия заключались в отсутствии кабине водителя, а следовательно и разделяющей её с салоном переборке, меньшем числе люков в полу и другой форме лобовой оконечности — у прицепного вагона не было надобности в софитных фонарях и окне маршрутоуказателя. ЛП-49 сцеплялся с моторным вагоном посредством простой стандартизированной в СССР сцепки, соединения пневматических и электрических систем осуществлялись отдельными от этой сцепки кабелями и шлангами.
ЛМ-49 имел 34 места для сидения и 165 мест для стояния при установленной норме максимальной загрузки в 8 человек на 1 квадратный метр свободной площади пола. Вследствие отсутствия кабины прицепной вагон ЛП-49 имел чуть большую вместимость — 35 и 170 мест для сидения и стояния соответственно. Продольный поручень для стоящих пассажиров был только один, по левой стороне потолка. Оба вагона, и моторный ЛМ-49, и прицепной ЛП-49, оснащались небольшой кабиной кондуктора около средней двери.

### Тележки
ЛМ-49 оснащался двумя идентичными тележками с двойным подвешиванием. Их конструкция была слегка усовершенствованной версией тележек моторного вагона ЛМ-33 и имела с ними много взаимозаменяемых частей.
С технической точки зрения тележка состояла из следующих частей:
- шкворня, который соединял тележку и кузов вагона;
- массивной рамы с двумя балансирами, к которым крепились колёсные пары;
- деталей первичной и вторичной ступеней подвешивания;
- тормозных механизмов (колодки и тяги);
- двух тяговых электродвигателей[R 11].

Обе колёсные пары жёстко крепились на концах U-образных балансиров посредством буксовых подшипниковых узлов, в свою очередь балансиры соединялись с рамой тележки посредством нескольких винтовых пружин. Это — первая ступень подвешивания, называемая в технической литературе надбуксовым винтовым. Её назначением являлось смягчение ударных нагрузок как на кузов вагона, так и на установленные на раме тележки тяговые электродвигатели.
Продольный средний брус рамы тележки являлся одновременно так называемым нижним люлечным брусом. Он вместе с прочими нижележащими узлами тележки (балансиры, винтовые пружины, колёсные пары) подвешивался к верхнему люлечному брусу тележки на напоминающих маятник деталях, а упругим элементом между ними служили эллиптические листовые рессоры. Эта конструкция являлась второй ступенью подвешивания, соответственно имеющей название центрального люлечного на эллиптических рессорах, её целью было смягчение действия возникающих при движении по неровностям рельсового пути поперечных и вертикальных сил на кузов вагона. Между верхним люлечным брусом и шкворневой балкой рамной составляющей несущего кузова пропускался шкворень, который связывал тележку с кузовом вагона и служил её осью вращения.
У моторных вагонов ЛМ-49 оси колёсных пар имели в своей средней части шлифованный участок, куда устанавливалось колесо зубчатой передачи. В случае тяговых электродвигателей марки ДТИ-60 с опорно-осевым подвешиванием оно было единственной деталью передачи вращающего момента от якоря мотора к колёсной паре; их оси были строго параллельны и жёстко связаны между собой. Двигатели ДТИ-60 нежёстко крепились к раме тележки на винтовых пружинах, чтобы позволить движения балансиров с колёсными парами относительно рамы тележки. В этом случае подрессоренной оказывалась только половина массы двигателей, а ударные нагрузки от движения по неровностям пути напрямую воздействовали на двигатели, разрушая их детали и сокращая их срок службы. У тележек с высокооборотными двигателями марки ДК-255 каждый мотор жёстко крепился к раме тележки и был полностью подрессорен, а вращающий момент с его якоря передавался на колёсную пару посредством карданного вала и редуктора, позволяющих непараллельность и небольшие взаимные перемещения их осей. Такое более сложное техническое решение позволило применить менее массивные электродвигатели и уменьшить на них ударные нагрузки, что благотворно сказалось на их сроках службы.
Тележки прицепного вагона ЛП-49 отличались от тележек моторного вагона ЛМ-49 только отсутствием моторов и соответствующих частей, связанных с ними. В частности, оси колёсных пар не шлифовались, поскольку посадка на них зубчатого колеса редуктора не требовалась.
Тележки оснащались механическим колодочно-бандажным тормозом с двойным приводом. В нормальных условиях главным приводом являлся прямодействующий пневматический, а в аварийном случае вагоновожатый или кондуктор мог привести тормозной механизм в действие посредством колонок ручного тормоза, которые устанавливались на их рабочих местах. Колонка ручного тормоза представляла собой большое штурвальное колесо, цепную и зубчатую передачи к тягам тормозных колодок и собачку для предотвращения его самопроизвольной раскрутки и ослабления тормозного усилия. Ручной тормоз штатно также использовался в качестве стояночного, когда не было давления в пневматической системе.
В целом конструкция тележек оценивалась как довольно успешная и надёжная.

### Пневмооборудование
Вагоны типа ЛМ/ЛП-49 имели богатый набор пневматического оборудования. Оно включало в себя компрессор, приводимый в действие вспомогательным электромотором, воздушный фильтр для очистки забортного воздуха, резервуары для его хранения, электропневматический регулятор давления в системе, механический клапан аварийного стравливания при отказе регулятора давления, главную магистраль, вентили, гибкие соединительные резиновые шланги и разнообразные устройства-потребители сжатого воздуха. В число последних входили:
- механизм открытия-закрытия дверей;
- прямодействующий привод тормозов;
- привод песочницы;
- устройство подъёма и опускания токоприёмника пантографного типа с вспомогательным насосом в случае отсутствия давления в системе;
- устройство подъёма и опускания предохранительной сетки;
- стеклоочистители;
- звонок наружной сигнализации (дублировался электрическим и ручным звонками)[R 16].

Прицепной вагон не имел компрессора и предохранительных устройств от превышения давления в пневмосистеме, сжатый воздух поступал в его магистраль по межвагонному гибкому шлангу от моторного вагона. При аварийном разрыве поезда (а следовательно и межвагонного шланга) вступал в действие предохранительный клапан, который отсекал оборванный шланг от магистрали прицепного вагона и включал пневмопривод тормозов вагона.
Управление пневмооборудованием в основном осуществлялось водителем, но кондукторы моторного и прицепного вагона также имели на своих рабочих местах пневматические краны открытия дверей и экстренного торможения, независимые от аналогичных устройств в кабине водителя.

### Электрооборудование
Вагон типа ЛМ-49 получает электрическую энергию от однопроводной контактной сети постоянного тока напряжением 600 вольт посредством токоприёмника типа пантограф (в Горьком на ЛМ-49 пантографы заменялись на бугельные токоприёмники). Вторым проводником в цепи «тяговая подстанция — трамвайный вагон» является рельсовый путь.
Всё электрическое оборудование моторного вагона делится на главные и вспомогательные цепи.
Тяговые электродвигатели смешанного возбуждения, пускотормозные сопротивления, а также контроллер водителя непосредственной системы управления являются частями главной электрической цепи вагона.
Посредством контроллера вагоновожатый ступенчато регулирует силу тока в обмотках якорей и возбуждения моторов и тем самым управляет ускорением и скоростью установившегося движения вагона. При необходимости замедления или остановки моторы и сопротивления включаются особым образом, обеспечивая его электродинамическое торможение. Даже в аварийном случае пропадания напряжения в контактной сети ЛМ-49 может быть заторможен электродинамически до 5—10 км/ч (при меньших скоростях электродинамический тормоз «истощается» в терминологии электротранспорта и перестаёт действовать). Для окончательной остановки вагона должен использоваться воздушный или ручной тормоз.
Потребителями электрической энергии во вспомогательных цепях являются:
- наружное и внутреннее освещение лампами накаливания, некоторые ЛМ-49 также оснащались прожектором для работы на загородных вылетных линиях;
- электропривод компрессора;
- отопление пассажирского салона и кабины вагоновожатого;
- звонок, а также фоническая сигнализация от кондуктора к водителю, установленная на части вагонов[R 20].

Все эти цепи получали электрическую энергию напрямую от высоковольтной (600 вольт) контактной сети; многие однотипные низковольтные потребители как лампы накаливания включались последовательно, чтобы обеспечить номинальное падение напряжения на каждом из них. Одиночные низковольтные устройства, как электрический звонок, подсоединялись через ограничительные (балластные) сопротивления. Изначально ЛМ-49 не имел указателей поворота, тормозных огней и громкоговорящего устройства для объявления остановок; всё это устанавливалось позже и также подключалось к бортовой сети через ограничительные сопротивления.
Прицепной вагон ЛП-49 не имел главной цепи и по сравнению с моторным ЛМ-49 оснащался только частью устройств вспомогательных цепей. Электрическая энергия для них поступала через гибкий кабель межвагонного соединения. Всё управление электрическими цепями было сосредоточено в кабине вагоновожатого, кондукторы могли только приводить в действие звонковую или фоническую сигнализацию.

## Модификации
ЛМ-49 выпускался в трёх вариантах, которые не имели официальных обозначений:
- ЛМ-49 с четырьмя тяговыми двигателями ДТИ-60 с опорно-осевым подвешиванием, управляемые контроллером типа ДК-7Б с 8 пусковыми и 6 тормозными позициями.
- ЛМ-49 с двумя тяговыми двигателями ДТИ-60 с опорно-осевым подвешиванием (устанавливались на 1-й и 4-й колёсных парах вагона), управляемые контроллером типа МТ-1А с 8 пусковыми и 6 тормозными позициями. Эта модификация предназначалась только для одиночной работы без прицепного вагона. В ходе эксплуатации почти все вагоны этого варианта были доведены до четырёхмоторной модификации по мере готовности для них новых прицепных вагонов.
- ЛМ-49 с четырьмя быстроходными тяговыми двигателями ДК-255А или ДК-255Б с независимым подвешиванием, крутящий момент с них передавался на колёсные пары посредством карданных валов и редуктора. Двигатели управлялись контроллером типа МТ-22 с 12 пусковыми и 5 тормозными позициями. Выпуск этой модификации начат с 1950 года[R 22][1].

По ходу производства в конструкцию ЛМ/ЛП-49 вносился ряд других, менее важных изменений. Так, с 1953 года стали применять роликовые подшипники в буксах, с 1958 года конструкция окон была унифицирована с новым вагоном типа ЛМ-57. В Ленинграде единичные поезда ЛМ/ЛП-49 подверглись более существенной модернизации: один поезд в опытном порядке был оснащён подрезиненными колёсами, другой — большими боковыми окнами и застеклённой крышей, а также на один моторный вагон ЛМ-49 установили автоматическую реостатно-контакторную систему управления.

## Оценка проекта
Трамвайные вагоны ЛМ-49 и ЛП-49 с технической точки зрения представляли большой шаг вперёд в советском трамваестроении. На них впервые в СССР была реализована идея несущего корпуса, конструкция раздвижных створчатых дверей на трамвайном вагоне. Также они одними из первых получили независимое подвешивание быстроходных тяговых электродвигателей, позволяющее уменьшить неподрессоренные массы в конструкции вагона и, следовательно, деструктивное воздействие вагона на рельсовый путь.
С другой стороны, все инновации коснулись в основном механических компонентов и составляющих вагона. По уровню своего оборудования ЛМ/ЛП-49 остались на уровне 1930-х годов — обильное применение пневматики, неэкономичная по расходу электроэнергии непосредственная система управления, требующая уверенных и отточенных навыков, а также физической выносливости от водителя при работе с нею. В зарубежных образцах трамвайных вагонов в то время активно применялась косвенная система управления, когда вся коммутация силовых цепей осуществлялась либо релейной схемой, либо сервомотором. Она избавляла водителя от тяжёлой работы ручкой контроллера и позволяла более оптимально с точки зрения расхода электроэнергии набирать скорость. Также в то время уже начал наблюдаться постепенный отказ от пневматики в пользу электрических или электромеханических устройств (приводы тормоза, механизмы открытия дверей и т. д.). Хорошим примером таких прогрессивных по конструкции вагонов были PCC-подобные трамваи, получившие широкое распространение в США и ряде других стран. Некоторые идеи были реализованы в СССР на прототипе ЛМ/ЛП-36 и малосерийных вагонах М-38, но даже после войны с учётом вызванного ею рывка в технологической сфере, серийные советские трамваи и эксплуатирующие их хозяйства были ещё не готовы к таким усовершенствованиям (в войну М-38 из-за сложного технического обслуживания были поставлены на прикол, а поезд ЛМ/ЛП-36 ещё до войны лишился косвенной системы управления и подрезиненных колёс в пользу традиционных технических решений). Поэтому консерватизм разработчиков был вполне уместен.
Комфорту пассажиров в то время особого внимания не уделялось, главным требованием была высокая провозная способность единиц подвижного состава. Тем не менее, это обстоятельство сыграло свою роль в повышении комфортности поездки — ЛМ/ЛП-49 благодаря своим габаритам был самым вместительным четырёхосным советским вагоном, и давка в нём наблюдалась реже, чем в трамваях довоенной постройки (особенно двухосных) и современных ему МТВ-82. Вопросы о подрезиненных колёсах и малошумных тележках были оставлены на будущее, ленинградские конструкторы вернулись к ним при разработке вагона типа ЛМ-57.
В зарубежном трамваестроении очень похожие технические решения как у ЛМ-49 были реализованы в очень прогрессивных для своего времени немецких вагонах «Langer Essener» («длинный эссенец»), которые фирма Waggon-Fabrik AG, Uerdingen выпускала в 1933—1938 годах для Эссена. Желание получить максимальную пассажировместимость при той же компоновке двухтележечного четырёхосного вагона и минимальной массе привело к почти одинаковым характеристикам: и ЛМ-49, и «Langer Essener» были вагонами большой вместимости для своих условий (нем. Großraumwagen) с лёгким несущим кузовом и даже однотипными створчатыми раздвижными дверьми. Но существенно более поздний по времени создания ЛМ-49 всё ещё не имел остальных прогрессивных технических решений своего немецкого визави — полностью автоматической косвенной системы управления и возможности работы в составе поезда по системе многих единиц. Таким образом, советское трамваестроение в лице ЛМ-49 сделало большой шаг вперёд, но ещё не достигло в целом современных по тому времени стандартов.
По мнению некоторых бывших работников нижегородского трамвая, ЛМ-49 был самым надёжным из всех типов подвижного состава, которые им довелось водить. По сравнению с «ровесником» МТВ-82 он имел более удобную кабину, но, как все вагоны с непосредственной системой управления при работе с ручкой контроллера, прозванной «кофемолкой», требовал от вагоновожатого силы и выносливости. Самым беспокоящим ремонтную службу узлом ЛМ-49 был компрессор, также в суровые зимы иногда замерзал конденсат в главной воздушной магистрали, что приводило к проблемам с тормозами и дверными приводами. В целом же пассажиры, вагоновожатые и ремонтники оценивали вагон позитивно, особенно в сравнении со всё ещё распространёнными в 1950-е годы вагонами довоенной постройки.

## Сохранившиеся экземпляры
Три ЛМ-49 и один ЛП-49 сохранились до наших дней в неизменном виде в Санкт-Петербурге, Нижнем Новгороде и Минске. В Петербурге сохранился ходовой поезд ЛМ/ЛП-49  № 3691+3990; в ноябре 1997 года ему был сделан восстановительный ремонт до ходового состояния, после чего он занял своё место в музейной трамвайной экспозиции. В Нижнем Новгороде также сохранился 1 ЛМ-49, к 100-летнему юбилею нижегородского трамвая в 1996 году был отремонтирован.  Вагон ещё раз прошёл небольшой ремонт к открытию Нижегородского музея городского электротранспорта в 2005 году и был восстановлен до ходового состояния. Сейчас находится на территории трамвайного депо. В Минске несамоходный ЛМ-49 служит вагоном-памятником в трамвайном депо.   В 1959 году был подарен  в честь 40-летия образования БССР.
Музейные ЛМ/ЛП-49 в Санкт-Петербурге  могут быть арендованы для экскурсий по городу и различного рода мероприятий (свадьбы, выпускные вечера, корпоративные вечеринки). В 2004 и 2005 годах он участвовал в двух трамвайных парадах, работал как линейный вагон на Дне города, не считая прочих поездок, организованных музеем, зарубежными гостями и российскими любителями трамваев.